# Felix Komolong
Felix Komolong (6 de marzo de 1997 en Lae) es un futbolista papú que juega como defensor en el Northern Kentucky Norse, equipo deportivo de la Universidad del Norte de Kentucky.

## Carrera
Debutó en 2014 jugando para el Besta United PNG, un equipo compuesto por jugadores de la selección sub-20 de Papúa Nueva Guinea que disputa la Liga Nacional. Ese mismo año pasó al Madang Fox para terminar recalando en el Hekari United en febrero de 2016. En 2016 arribó a Nueva Zelanda para firmar con el Canterbury United. En 2017 viajó a los Estados Unidos para integrarse al Northern Kentucky Norse, equipo deportivo de la Universidad del Norte de Kentucky.

### Clubes
| Club                        | País               | Año             |
| --------------------------- | ------------------ | --------------- |
| Besta United PNG            | Papúa Nueva Guinea | 2014            |
| Madang Fox                  | Papúa Nueva Guinea | 2014 - 2016     |
| Hekari United Football Club | Papúa Nueva Guinea | 2016            |
| Canterbury United Dragons   | Nueva Zelanda      | 2016 - 2017     |
| Northern Kentucky Norse     | Estados Unidos     | 2017 - Presente |

### Selección nacional
Disputó el Campeonato Sub-17 de la OFC 2013 con el combinado papú, jugando cuatro partidos. Con la selección sub-20 fue capitán tanto en el Campeonato de la OFC 2014 como en el 2016. Entre medio, disputó los Juegos del Pacífico 2015 con el elenco sub-23, donde colaboró a obtener la medalla de bronce. 
Su debut con la selección mayor se produjo el 29 de mayo de 2016 en un empate 1-1 ante Nueva Caledonia en el marco de la Copa de las Naciones de la OFC 2016. En la competición, Komolong disputó los cinco partidos que jugó Papúa Nueva Guinea, que terminó subcampeón luego de caer ante Nueva Zelanda en la final por penales.